# 杨成涛
杨成涛（1950年—），浙江苍南人，汉族，中华人民共和国政治人物、第十一届全国人民代表大会浙江地区代表。
毕业于浙江省苍南县委党校经济管理专业，是中共党员。担任浙江省宜一村村党委书记兼村股份经济合作社理事长。2008年起担任全国人大代表。